# Electronic Travel Authorization
電子渡航認証（でんしとこうにんしょう、英語: Electronic Travel Authorization、略称：eTA）とは、カナダ入国ビザが免除されている国籍の者が、空路（航空機）でカナダへ入国する前にオンラインで申請することを義務付けられる、カナダへの旅行の認可を確認するための書類。2016年3月15日に義務化された。

## 登録
2015年8月1日より登録可能で、入国手続き上は2016年3月15日から必須となっている。
通常は数分で認証されるが、カナダ政府は、渡航者に対してカナダへの渡航3日前（72時間前）にオンラインで承認申請を行うことを推奨している。
滞在日数が6ヵ月以内の観光ならばビザは必要ないが、渡航者がビザ（査証）を免除されていない場合、カナダ大使館または領事館でビザを取得する必要がある。
認証を受けたeTAは5年間、またはその渡航者のパスポートの有効期限期限が切れるまでとなる。これはeTAが電子的にパスポートとリンクするためである。
eTAの申請はオンライン入力によるため、インターネットにアクセスできるデバイス（含・携帯電話）から申請する。英語またはフランス語のフォームに入力する必要があるので、アラビア語、英語、フランス語、ドイツ語、イタリア語、日本語、韓国語、中国語（簡体字・繁体字）、ポルトガル語、スペイン語での説明文が掲載されている。オンライン上から申請結果は確認できず、登録時のメールアドレス宛てに申請結果が電子メールで通知される。

### 準備するもの
詳しくは申請用紙記入項目についてのご案内 (PDF) 参照。
- パスポート
- クレジットカード（VISA, MasterCard, American Express）（取得料金（7カナダドル）支払いのため）
- Eメールアドレス（回答を受け取るため）

以下は該当する者のみ
- 米国在住者カード
- 台湾外交部発給のパスポート
- カナダ市民権・移民省（Citizenship and Immigration Canada）が発行した申請者識別番号（UCI）

過去にカナダ入国のための正式申請（例：就学許可、就労許可、旅行用ビザ）を提出したことがある場合
UCIがわからない場合、入国関連書類（就学許可証、就労許可証、旅行者用ビザ）の番号

### eTAが必要な例
- ビザを免除されている国籍の者が空路でカナダに入国する場合
- 米国永住権保有者（U.S. permanent residents)

米国の永住者カード（Permanent Resident Card、グリーンカード）を携帯していることが必要

### eTAが不要な例
- 陸路または海路でカナダに入国する場合
- カナダ永住権保有者

カナダの永住者カード（permanent resident card）を携帯していることが必要
- 米国国民（U.S. citizens）
- ビザを免除されていない国籍の者（査証が必要）

駐日本国カナダ大使館の査証部が2012年5月1日に閉鎖したことにより、大使館へ書類を郵送する事によるビザ申請は不可。電子申請またはフィリピン・マニラのカナダ大使館へ書類を郵送する。